# Kunlavut Vitidsarn
Kunlavut Vitidsarn (født 11. maj 2001) er en thailandsk badmintonspiller.
Han repræsenterede Thailand ved sommer-OL 2024 i Paris, hvor han vandt sølv i single.